# 西経18度線
西経18度線（せいけい18どせん）は、本初子午線面から西へ18度の角度を成す経線である。北極点から北極海、グリーンランド、アイスランド、大西洋、カナリア諸島、南極海、南極大陸を通過して南極点までを結ぶ。西経18度線は、東経162度線と共に大円を形成する。

## 通過する地域一覧
西経18度線は、北極点から南極点まで南に向かって以下の場所を通っている。
| 地理座標                                             | 国土・領土・領海 | 備考                                                                         |
| ---------------------------------------------------- | ---------------- | ---------------------------------------------------------------------------- |
| 北緯90度0分 西経18度0分 / 北緯90.000度 西経18.000度  | 北極海           |                                                                              |
| 北緯82度8分 西経18度0分 / 北緯82.133度 西経18.000度  | グリーンランド   | プリンセス・マルグレーテ島（英語版）、プリンセス・ダウマー島（英語版）、本土 |
| 北緯79度41分 西経18度0分 / 北緯79.683度 西経18.000度 | 大西洋           | グリーンランド海                                                             |
| 北緯78度47分 西経18度0分 / 北緯78.783度 西経18.000度 | グリーンランド   | ブルボン島（英語版）                                                         |
| 北緯78度44分 西経18度0分 / 北緯78.733度 西経18.000度 | 大西洋           | グリーンランド海                                                             |
| 北緯77度46分 西経18度0分 / 北緯77.767度 西経18.000度 | グリーンランド   | フランス島（英語版）                                                         |
| 北緯77度37分 西経18度0分 / 北緯77.617度 西経18.000度 | 大西洋           | グリーンランド海                                                             |
| 北緯75度24分 西経18度0分 / 北緯75.400度 西経18.000度 | グリーンランド   | シャノン島                                                                   |
| 北緯75度1分 西経18度0分 / 北緯75.017度 西経18.000度  | 大西洋           | グリーンランド海                                                             |
| 北緯66度33分 西経18度0分 / 北緯66.550度 西経18.000度 | アイスランド     | グリムセイ島                                                                 |
| 北緯66度31分 西経18度0分 / 北緯66.517度 西経18.000度 | 大西洋           |                                                                              |
| 北緯66度9分 西経18度0分 / 北緯66.150度 西経18.000度  | アイスランド     |                                                                              |
| 北緯63度31分 西経18度0分 / 北緯63.517度 西経18.000度 | 大西洋           |                                                                              |
| 北緯28度46分 西経18度0分 / 北緯28.767度 西経18.000度 | スペイン         | ラ・パルマ島                                                                 |
| 北緯28度45分 西経18度0分 / 北緯28.750度 西経18.000度 | 大西洋           |                                                                              |
| 北緯27度48分 西経18度0分 / 北緯27.800度 西経18.000度 | スペイン         | エル・イエロ島                                                               |
| 北緯37度38分 西経18度0分 / 北緯37.633度 西経18.000度 | 大西洋           |                                                                              |
| 南緯60度0分 西経18度0分 / 南緯60.000度 西経18.000度  | 南極海           |                                                                              |
| 南緯72度32分 西経18度0分 / 南緯72.533度 西経18.000度 | 南極大陸         | ドローニング・モード・ランド（ ノルウェーが領有権を主張）                    |